# الهمجي
الهمجي هي مسرحية كوميدية مصرية عرضت في عام 1985، من بطولة محمد صبحي وسعاد نصر وهناء الشوربجي وممدوح وافي، من تأليف لينين الرملي ومن إخراج محمد صبحي.

## قصة المسرحية
تناقش المسرحية بعض الخصال البشرية الذميمة وكيف يبررها الشيطان وعلى الجانب الآخر يساعد الملائكة البعد عن هذة الخصال في امتحان بين الخير والشر والطالب هنا هو «آدم عبد ربه» والاسم كما يبدو له معنى الإنسان.
الخصلة الأولى (الكذب): يبدأ الشيطان في محاولة تسهيل الكذب أمام آدم، والذي يتضح أنه يكذب على نفسه وليس على الآخرين، فهو يؤمن بأنه غني ولا يحتاج إلى شيء على الرغم من عدم امتلاكة لثمن وجبة عشاء له ولزوجتة.
الحسد والفتنة والشك والخيانة وغيرها من الخصال الذميمة كانت هي الأسئلة التي يحاول آدم الإجابة عنها ودائما الشيطان يساعد في تنفيذ الخصلة، والتي مثلها أحمد آدم وصلاح عبد الله وناجي سعد.
على الرغم من الفنتازيا التي تناولتها المسرحية والتي نادرا من تصدم بواقع المشاهد المصري إلا أن المسرحية عولجت بأسلوب واقعي جعلت المسرحية التي أنتجت في العام 1985، بداية لمرحلة يمكن أن نطلق عليها الفنتازية المعالجة بواقعية والتي تبعتها مسرحية أخرى تخاريف والتي أيضا كانت من الفنتازيا وعولجت بواقعية ولاقعت نجاحا جماهيرا ونقديا كبيرا.

## طاقم التمثيل
- محمد صبحي: (آدم عبد ربه)
- سعاد نصر: (حورية)
- هناء الشوربجي: (ناني)
- ممدوح وافي: (قاسم)
- هدى هاني: (طفلة)
- صلاح عبد الله: (شيطان)
- أحمد آدم: (شيطان)
- ناجي سعد: (شيطان)
- جينا يوسف: (جاكي)
- عبير عادل: (ملاك)
- محمد عبد الله: (ملاك)
- علا إبراهيم: (ملاك)
- منى عبد اللطيف: (شيطان)

## فريق العمل
- إخراج مسرحي: محمد صبحي
- إخراج تلفزيوني: أحمد بدر الدين
- تأليف: لينين الرملي
- تم التصوير بوحدة فيديو 2000 (صفوت غطاس)
- تصوير: شحاتة تادرس، ممدوح الزهار، محمد فهمي، إبراهيم خطاب
- موسيقى وألحان: محمد هلال
- إنتاج: فرقة ستوديو 80
- توزيع: العالمية للسينما والفيديو